# Olenecamptus olenus
Olenecamptus olenus es una especie de escarabajo longicornio del género Olenecamptus, categorizada en la tribu Dorcaschematini, de la subfamilia Lamiinae. Fue descrita por Gahan en 1904.

## Descripción
Mide 12,5-17 mm de longitud.

## Distribución
Se distribuye por Botsuana, Namibia, República de Sudáfrica, Transvaal, Zambia y Zimbabue.